# Eleição municipal de Maracanaú em 1996
A eleição municipal de Maracanaú em 1996 ocorreu em 3 de outubro para a eleição de 1 (um) prefeito, 1 (um) vice-prefeito e de 21 (vinte e um) vereadores para a administração da cidade. O prefeito titular era Dionisio Lapa (PSDB). Júlio César Costa Lima foi eleito prefeito em turno único, com 53,69% dos votos válidos.

## Candidatos
|  | Nº | Candidato(a) a prefeito | Candidato(a) a prefeito                                             | Candidato(a) a vice-prefeito | Candidato(a) a vice-prefeito                             | Coligação |
|  | -- | ----------------------- | ------------------------------------------------------------------- | ---------------------------- | -------------------------------------------------------- | --- |
|  | 12 |                         | Renato Torrano (PDT) José Renato Ferreira Torrano                   |                              | n/d                                                      | Sem nome - Partido Democrático Trabalhista (PDT) - Partido Comunista do Brasil (PCdoB) - Partido da Reconstrução Nacional (PRN) - Partido Liberal (PL) - Partido Republicano Progressista (PRP) - Partido Social Liberal (PSL) - Partido Social Cristão (PSC) |
|  | 15 |                         | Luís Carlos Castelo Branco (PMDB) Luís Carlos Castelo Branco Mourão |                              | n/d                                                      | Sem coligação - Partido do Movimento Democrático Brasileiro (PMDB) |
|  | 21 |                         | Rose Meire (PCB) Rose Meire Rodrigues da Silva                      |                              | n/d                                                      | Sem nome - Partido Comunista Brasileiro (PCB) - Partido Socialista dos Trabalhadores Unificado (PSTU) |
|  | 25 |                         | Antonio Braz (PFL) Antonio Braz Barbosa                             |                              | n/d                                                      | Sem nome - Partido da Frente Liberal (PFL) - Partido Progressista Brasileiro (PPB) |
|  | 26 |                         | Antonio Marcos (PAN) Antonio Marcos Sousa do Nascimento             |                              | n/d                                                      | Sem coligação - Partido dos Aposentados da Nação (PAN) |
|  | 43 |                         | Silvana Rocha (PV) Silvana Rocha dos Santos                         |                              | n/d                                                      | Sem coligação - Partido Verde (PV) |
|  | 45 |                         | Júlio César Costa Lima (PSDB) Júlio César Costa Lima                |                              | Hermínio Resende (PSDB) Antonio Hermínio Bezerra Resende | Sem nome - Partido da Social Democracia Brasileira (PSDB) - Partido Social Democrático (PSD) - Partido dos Trabalhadores (PT) - Partido Socialista Brasileiro (PSB) - Partido Trabalhista Brasileiro (PTB)                                                    |

## Resultado da eleição para prefeito
| 1º Turno 3 de outubro de 1996     | 1º Turno 3 de outubro de 1996 | 1º Turno 3 de outubro de 1996 | 1º Turno 3 de outubro de 1996 |
| Candidato(a)                      | Vice                          | Votação                       | Votação                       |
| Candidato(a)                      | Vice                          | Total                         | Porcentagem                   |
| --------------------------------- | ----------------------------- | ----------------------------- | ----------------------------- |
| Júlio César Costa Lima (PSDB)     | Hermínio Resende (PSDB)       | 32.534                        | 53,69%                        |
| Renato Torrano (PDT)              | n/d                           | 22.814                        | 37,65%                        |
| Luis Carlos Castelo Branco (PMDB) | n/d                           | 4.369                         | 7,21%                         |
| Antonio Braz (PFL)                | n/d                           | 279                           | 0,46%                         |
| Rose Meire (PCB)                  | n/d                           | 259                           | 0,43%                         |
| Silvana Rocha (PV)                | n/d                           | 220                           | 0,36%                         |
| Antonio Marcos (PAN)              | n/d                           | 122                           | 0,20%                         |
| Total de votos válidos            | Total de votos válidos        | 60.597                        | 100,00%                       |
| Votos apurados                    |                               |                               |                               |
| Votos válidos                     | Votos válidos                 | 60.597                        | 86,27%                        |
| Votos em branco                   | Votos em branco               | 3.951                         | 5,63%                         |
| Votos nulos                       | Votos nulos                   | 5.690                         | 8,10%                         |
| Total de votos apurados           | Total de votos apurados       | 70.238                        | 100,00%                       |
| Eleitores                         |                               |                               |                               |
| Comparecimento                    | Comparecimento                | 70.238                        | 83,21%                        |
| Abstenções                        | Abstenções                    | 14.175                        | 16,79%                        |
| Total de eleitores                | Total de eleitores            | 84.413                        | 100,00%                       |